# Vuelta a España 2025/13. Etappe
Die 13. Etappe der Vuelta a España 2025 findet am 5. September 2025 statt und endet im Kantabrischen Gebirge mit der sechsten Bergankunft. Die Strecke für von Cabezón de la Sal auf die berüchtigte Alto de Angliru und stellt mit 202,7 Kilometern den längsten Abschnitt der 80. Austragung des spanischen Etappenrennens dar. Nach der Zielankunft werden die Fahrer insgesamt 2108,7 Kilometer absolviert haben, was 66,1 % der Gesamtdistanz der Rundfahrt entspricht.

## Streckenführung
Nach dem Start in Cabezón de la Sal geht es entlang der Atlanikküste in Richtung Westen, wobei San Vicente de la Barquera, Vidiago, Posada und Ribadesella durchfahren werden. Danach dreht die Streckenführung vermehrt ins Landesinnere und es geht entlang des Piloña über Arriondas und Infiesto bei geringen Steigungsprozenten nach Nava. Über die AS-119 führt die Strecke nun bergab nach El Entrego, ehe die Auffahrt auf die Alto La Mozqueta (841 m) nach 147,3 Kilometern beginnt. Diese ist 6,3 Kilometer lang und weist eine durchschnittliche Steigung von 8,4 % auf. Auf der Kuppe wird nach 153,6 Kilometern eine Bergwertung der 1. Kategorie abgenommen, bevor es über Urbiés bergab nach Figaredo geht. Der Lena stromaufwärts folgend führt die Strecke nun nach La Vega, wo bei Kilometer 175 der einzige Zwischensprint erfolgt. Danach geht es auf die Alto del Cordal (785 m), die die vorletzte Steigung darstellt. Sie ist zwar nur 5,5 Kilometer lang, weist dabei jedoch eine durchschnittliche Steigung von 8,8 % auf. Speziell im oberen Teil beinhaltet sie zudem Kilometerschnitte jenseits der 10 %-Marke. Auf der Kuppe wird 21,1 Kilometer vor dem Ziel eine Bergwertung der 1. Kategorie sowie ein Bonussprint ausgefahren. Die nachfolgende, technisch anspruchsvolle Abfahrt führt die Fahrer nach La Vega und somit direkt an den Fuß der Alto de Angliru.
Die Schlusssteigung der Alto de Angliru gilt als Bergwertung der Categoría especial (ESP) und weist auf einer Länge von 12,4 Kilometern eine durchschnittliche Steigung von 9,8 % auf. Bereits auf den ersten vier Kilometern werden Kilometerschnitte von rund 9 % erreicht, ehe ein rund ein Kilometer langes Flachstück folgt, das den Auftakt zum eigentlichen Anstieg bildet. Auf den letzten rund sieben Kilometern liegt die Durchschnittssteigung jenseits der 13 %-Marke. Zudem werden im oberen Bereich Kilometerschnitte von bis zu 18 % erreicht. Rund drei Kilometer vor dem Ziel muss mit dem Abschnitt Cueña Les Cabres eine Rampe von knapp 24 % befahren werden. Rund 400 Meter vor dem Ziel flacht die Straße ab und führt leicht abfallend zum Zielstrich, der sich auf einer Höhe von 1550 Metern befindet.
|                             | Ort               | Kilometer | Länge (km) | Höhe (m) | Ø Steigung |
| --------------------------- | ----------------- | --------- | ---------- | -------- | ---------- |
| Start                       | Cabezón de la Sal | 0,0       |            |          |            |
| Bergwertung (1. Kategorie)  | Alto La Mozqueta  | 6,3       | 6,3        | 841      | 8,4 %      |
| Zwischensprint              | La Vega           | 175       |            |          |            |
| Bergwertung (1. Kategorie)  | Alto del Cordal   | 181,6     | 5,5        | 785      | 8,8 %      |
| Bonussprint                 | Alto del Cordal   | 181,6     |            |          |            |
| Bergwertung (ESP Kategorie) | Alto de Angliru   | 202,7     | 12,4       | 1550     | 9,8 %      |
| Ziel                        | Alto de Angliru   | 202,7     |            |          |            |

## Ergebnis
| \| Etappenergebnis \| Etappenergebnis \| Etappenergebnis \| Etappenergebnis \| Etappenergebnis \| \| Fahrer \| Fahrer \| Land \| Team \| Zeit \| \| --------------- \| --------------- \| --------------- \| --------------- \| --------------- \| |        |      |      |      |
| |        |      |      |      |
| Quelle: ProCyclingStats |        |      |      |      |
| Etappenergebnis |        |      |      |      |
| Fahrer | Fahrer | Land | Team | Zeit |

## Gesamtstände
| \| Gesamtwertung \| Gesamtwertung \| Gesamtwertung \| Gesamtwertung \| Gesamtwertung \| \| Fahrer \| Fahrer \| Land \| Team \| Zeit \| \| ------------- \| ------------- \| ------------- \| ------------- \| ------------- \| |        |      |      |      |
| |        |      |      |      |
| Quelle: ProCyclingStats |        |      |      |      |
| Gesamtwertung |        |      |      |      |
| Fahrer | Fahrer | Land | Team | Zeit |

| Punktewertung | Punktewertung | Punktewertung | Punktewertung | Punktewertung |
| Fahrer        | Fahrer        | Land          | Team          | Punkte        |
| ------------- | ------------- | ------------- | ------------- | ------------- |

| Bergwertung | Bergwertung | Bergwertung | Bergwertung | Bergwertung |
| Fahrer      | Fahrer      | Land        | Team        | Punkte      |
| ----------- | ----------- | ----------- | ----------- | ----------- |

| Nachwuchswertung | Nachwuchswertung | Nachwuchswertung | Nachwuchswertung | Nachwuchswertung |
| Fahrer           | Fahrer           | Land             | Team             | Zeit             |
| ---------------- | ---------------- | ---------------- | ---------------- | ---------------- |

| Mannschaftswertung | Mannschaftswertung | Mannschaftswertung | Mannschaftswertung |
| Team               | Team               | Land               | Zeit               |
| ------------------ | ------------------ | ------------------ | ------------------ |